# Syrtut

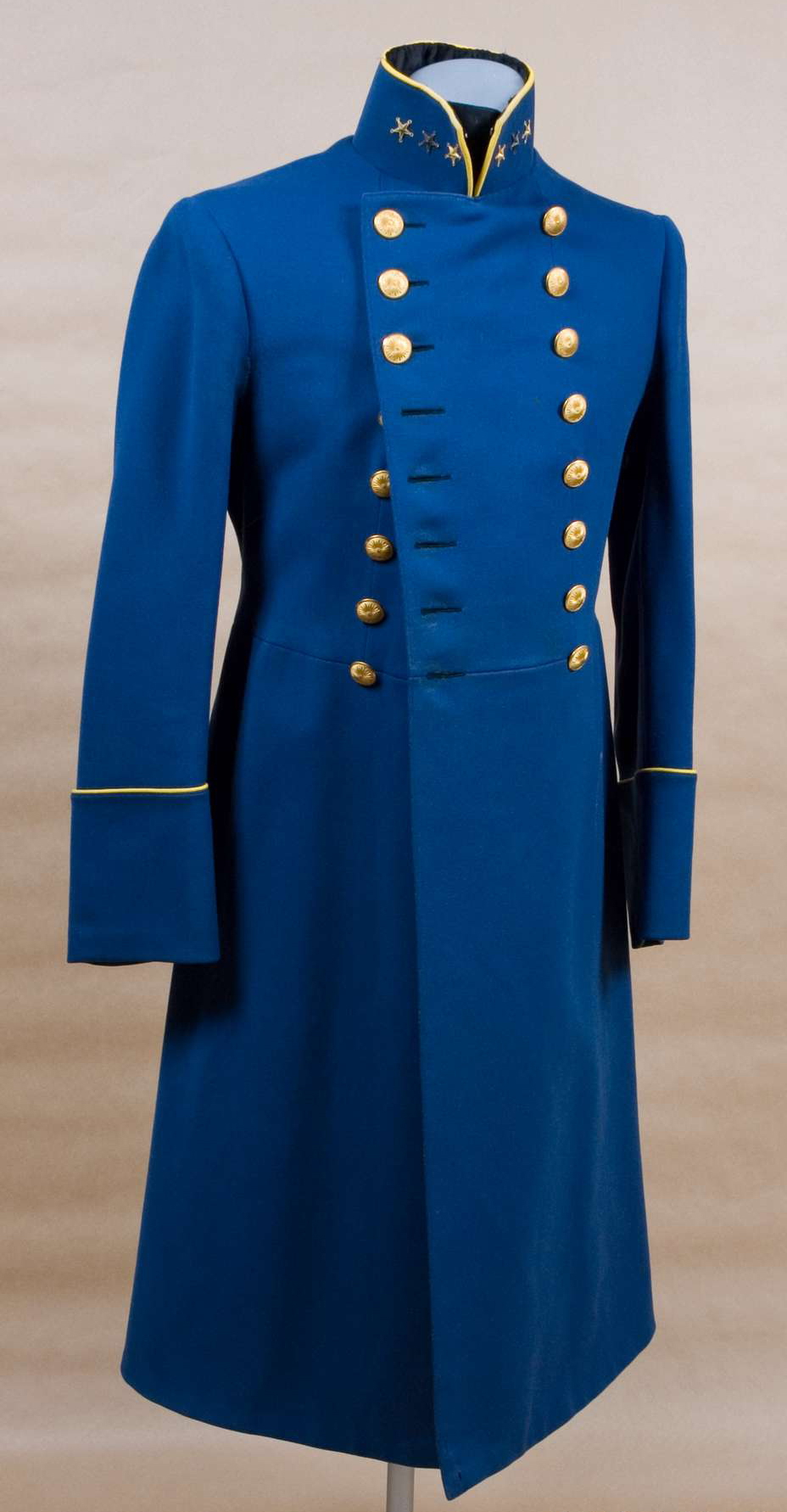
Syrtut m/1829-1854 för kapten vid Fortifikationen.

Syrtut var en livsydd lång rock med slag och en eller två knapprader, framförallt använd under 1700- och 1800-talen. Den användes både civilt och militärt som uniformsrock istället för kappa. Jämför bigesch, bonjour eller redingot.
Idag är syrtut m/1829-1854 av mörkblått kläde reglementerad för infanteridelen av Livgardet och får bäras av officerare och specialistofficerare vid enskilt uppträdande som liten paraddräkt eller som daglig dräkt.